# Robert Mosebach
Robert Jonathan Mosebach, né le 14 septembre 1984 à West Palm Beach (Floride) aux États-Unis, est un joueur américain de baseball évoluant en Ligue majeure de baseball.

## Biographie
Après des études secondaires à la John I. Leonard High School de Greenacres (Floride), Robert Mosebach suit des études supérieures au Hillsborough Community College où il porte les couleurs des HCC Hawks.
Il est drafté le 7 juin 2005 par les Angels de Los Angeles au neuvième tour de sélection.
Après quatre saisons en Ligues mineures au sein des clubs affiliés des Angels, Mosebach effectue un rapide crochet par l'organisation des Phillies de Philadelphie durant l'hiver 2008-2009.
Admis dans l'effectif actif des Angels le 24 juillet 2009, il fait ses débuts en Ligue majeure le lendemain en assurant la relève pendant une manche face aux Twins du Minnesota.
Il évolue principalement en Triple-A lors de la saison 2009. Avec les Salt Lake Bees, il prend part à 33 parties, dont 21 comme stoppeur pour 7 sauvetages.

## Statistiques
En saison régulière
| Statistiques de lanceur |           |   |    |    |     |    |   |   |     |    |      |
| Saison                  | Équipe    | G | GS | CG | SHO | SV | V | D | IP  | SO | ERA  |
| 2009                    | LA Angels | 3 | 0  | 0  | 0   | 0  | 0 | 0 | 2.1 | 2  | 7,71 |
| Totaux                  | Totaux    | 3 | 0  | 0  | 0   | 0  | 0 | 0 | 2.1 | 2  | 7,71 |

Note: G = Matches joués ; GS = Matches comme lanceur partant ; CG = Matches complets ; SHO = Blanchissages ; 
V = Victoires ; D = Défaites ; SV = Sauvetages ; IP = Manches lancées ; SO = retraits sur des prises ; ERA = Moyenne de points mérités.